# LDN (singel)
LDN – drugi singel brytyjskiej popowej wokalistki Lily Allen z jej debiutanckiego albumu studyjnego zatytułowanego Alright, Still. Został wydany 25 października 2006 roku przez wytwórnię Regal Recordings. Twórcami tekstu piosenki są wokalistka Lily Allen, Iyiola Babalola, Darren Lewis, Tommy McCook, natomiast produkcją utworu zajął się Future Cut. Skrót LDN oznacza Londyn. Singel dotarł do szóstego miejsca na liście UK Singles Chart oraz znalazł się na ścieżce dźwiękowej filmu Niania w Nowym Jorku i pojawił się w zwiastunie filmu Happy-Go-Lucky, czyli co nas uszczęśliwia. Nakręcono do niego także teledysk, którego reżyserią zajęła się Nima Nourizadeh.

## Notowania
| Lista (2006-07)                   | Najwyższa pozycja |
| --------------------------------- | ----------------- |
| Australia (Top 50 Singles)        | 39                |
| Nowa Zelandia (Top 40 Singles)    | 23                |
| Szwajcaria (Singles Top 100)      | 88                |
| Wielka Brytania (Singles Top 100) | 6                 |